# Atividades da CIA nos Estados Unidos
A Agência Central de Inteligência (CIA) é um serviço civil de inteligência estrangeira do governo dos Estados Unidos, responsável por coletar, processar e analisar informações de segurança nacional de todo o mundo.
A Divisão de Recursos Nacionais é a ala doméstica da CIA. Embora a CIA esteja focada na busca e informações no estrangeiro, tem realizado operações dentro dos Estados Unidos para atingir os seus objetivos. Algumas destas operações só se tornaram conhecidas do público muito tempo depois de terem sido realizadas, e foram alvo de críticas significativas por parte da população como um todo, com alegações de que estas operações podem violar a Constituição.

## 1950
A partir de 1950, a CIA pesquisou e experimentou o uso de possíveis drogas para controlar a mente e outros estímulos químicos, biológicos e radiológicos, tanto em indivíduos voluntários como em indivíduos não devidamente informados . O objetivo desses programas era investigar se e como era possível modificar o comportamento de um indivíduo por meios secretos.
O diretor da CIA, Roscoe H. Hillenkoetter, aprovou o primeiro estudo de controle mental, chamado Projeto BLUEBIRD, que posteriormente foi renomeado para Projeto ARTICHOKE.

### Cruzada pela Liberdade
O ano de 1950 foi o início da Cruzada pela Liberdade, uma campanha de 10 anos para gerar apoio interno para a Rádio Europa Livre (e para ocultar a CIA como a principal fonte de financiamento da da rádio).

### Projeto MK-ULTRA
O Projeto MKULTRA foi um programa da CIA que envolveu, entre outros projetos, pesquisas sobre o uso de drogas na modificação de comportamento humano . Um dos casos mais polêmicos decorrentes do programa foi a morte do Dr. Frank Olson, um cientista que trabalhava na Divisão de Operações Especiais do Centro Biológico do Exército dos EUA em Camp Detrick, Maryland. De acordo com a Comissão Church, como parte dos experimentos MK-ULTRA, Olson recebeu uma dose de LSD sem o seu conhecimento, e eventualmente sofreu teve uma gravosa resposta psquíca. A CIA enviou-o a Nova Iorque para consultar um dos seus psiquiatras, que recomendaram que Olson fosse internado numa instituição mental para recuperação. Enquanto passava a noite num quarto de hotel com outro funcionário da CIA, Olson atirou-se pela janela do seu quarto de hotel, mergulhando para a morte. Os membros da família de Olson contestaram essa afirmação. Evidências forenses posteriores entraram em conflito com a versão oficial dos acontecimentos; quando o corpo de Olson foi exumado em 1994, lesões cranianas indicaram que Olson havia ficado inconsciente antes de sair pela janela. Possivelmente, tendo sido jogado por alguém.

## 1951

### Precursor do Serviço de Contato Doméstico/OSINT
Esta seção, gerida pelo Serviço de Contacto Doméstico (também denominado Divisão de Contacto Doméstico) da CIA, era legal, uma vez que não violava as proibições da CIA de poder policial ou de espionagem de norte-americanos.  Usavam interrogatório voluntário dos americanos com informações úteis. Agora é considerado parte do Open Source Intelligence OSINT .

### Escritório de Inteligência Atual
O Presidente Truman criou o Departamento de Inteligência Comum que foi dirigido por Huntington D. Sheldon. Esta foi uma versão renomeada e ampliada da seção do OSS da Segunda Guerra Mundial que forneceu à Casa Branca e outros briefings de alto nível.

## 1952–1975
Vários projectos, alguns geridos pela NSA e outros pela CIA, interceptaram correio e comunicações eletrôniacs de cidadãos americanos nos Estados Unidos. Esses programas foram, em 1975, descontinuados por serem considerados ilegais e realizados sem mandados judiciais. Vários programas de intercepção sob a administração de George W. Bush foram reiniciados, embora estes só sejam permitidos para comunicação com cidadãos estrangeiros, e afirma que não são necessários mandados sob a doutrina da autoridade unitária.
A CIA e o resto da comunidade de inteligência recebem produtos de milhares de programas SIGINT da NSA. Durante este mesmo período, a CIA recebeu extensos SIGINT (atividades de coleta de informação) sobre o Sudeste Asiático e o bloco soviético, e o resto do mundo, e utilizou-os na preparação de produtos analíticos. Entre estes, por exemplo, estão cerca de 200 estimativas de inteligência nacional sobre o Sudeste Asiático, além de resumos mensais para o Vietnã e estudos específicos relevantes para operações militares.
Entre estes estavam o Projeto SHAMROCK e o Projeto MINARET, nos quais a NSA, a pedido do FBI e da CIA, interceptou comunicações de cidadãos americanos.
A CIA também operou Operação CHAOS com os subprogramas MERRIMAC e RESISTANCE, que eram operações de espionagem nos EUA destinadas a detectar ameaças às operações e instalações da CIA. Através destes programas, o Gabinete de Segurança da CIA recebeu informações de informadores baseados nos EUA sobre indivíduos e grupos com opiniões antiguerra.
Estes programas foram considerados inadequados pelo Diretor da Agência de Segurança Nacional e encerrados no ano de 1975.
Outro programa, o HTLINGUAL, interceptou correspondência física, primeiro, simplesmente registrando os endereços de origem e destino no envelope e, posteriormente, abrindo e lendo a correspondência. Isso funcionou de 1952 a 1973.

## 1973
Depois de William Colby ter deixado a Agência em 28 de Janeiro de 1976 e ter sido sucedido por George Bush (pai), a CIA anunciou uma nova política que com efeito imediato, não pagaria por serviços privados com  qualquer correspondente de notícias credenciado por qualquer serviço de notícias, jornal, periódico, rede ou estação de rádio ou televisão dos EUA. No momento do anúncio, a CIA reconheceu que a política resultaria no término de menos da metade dos relacionamentos com os 50 jornalistas dos EUA que ela disseram que ainda eram afiliados à Agência. O texto do anúncio assinalava que a CIA continuaria a “acolher bem” a cooperação voluntária e não remunerada dos jornalistas. Assim, muitos relacionamentos foram autorizados a permanecer intactos."

## 1977
De acordo com um artigo do New York Times de 1977, a CIA conduziu uma campanha de propaganda secreta para reprimir as críticas ao Relatório Warren. A CIA estimulou suas bases de campo a usarem os seus "recursos de propaganda" para atacar aqueles que não concordavam com o Relatório Warren. Num despacho, a sede da CIA, a Agência instruiu seus escritórios em todo o mundo a: 
1. neutralizar a "nova onda de livros e artigos criticando as conclusões da Comissão [Warren]...[e] teorias da conspiração...[que] normalmente lançaram suspeitas sobre a nossa organização";
2. "discutir o problema da publicidade com contatos amigáveis e de elite, especialmente políticos e editores;" e
3. "empregar meios de propaganda para responder e questionar os ataques dos críticos. . . . Resenhas de livros e artigos especiais são particularmente apropriados para esse propósito. . . . O objetivo deste despacho é fornecer material para combater e desacreditar as alegações dos teóricos da conspiração. . ."[14]